# Bandiera di Uxin
La bandiera di Uxin (乌审旗S) è una bandiera della Mongolia Interna, regione autonoma della Cina. Essa è amministrata dalla prefettura di Ordos.